# IPC购物中心
IPC购物中心（英語：IPC Shopping Centre，原名为IKANO POWER CENTRE）是一座位于馬來西亞珍珠白沙羅的購物中心，於2003年12月年開幕。購物中心的主要股東是來自瑞典的Ikano集團，也是其在馬來西亞第一間購物中心。購物中心主要的租戶是宜家家居。

## 商場特色
IPC购物中心被規劃為睦鄰商場，主要的顧客群附近的中高階產的市民。由于馬來西亞当时唯一一家的宜家家居就設在此，因此也吸引不少從吉隆坡等地的市民前來購物。商場的口號為“choise is everyting”，目標是讓每個顧客到該商場，都可以找到他們所要的東西。商場主要的特色是在裡面營業的店鋪，全部都是旗艦店，因此在商場內只有數十間商鋪，其中宜家家居就已占了358,000平方尺，大約商場的一半面積。
自2017年3月起，IPC购物中心进行了首次大规模翻新，以迎接购物中心成立15周年。翻新包括整个购物中心以及外观的翻新，停车位则保持不变。翻新期间购物中心照常开放，而大部分租户（除了宜家和哈维诺曼）在当时暂时搬迁或搬出。翻新工程最终于2018年1月29日完工。

## 商場租戶

### 宜家家居

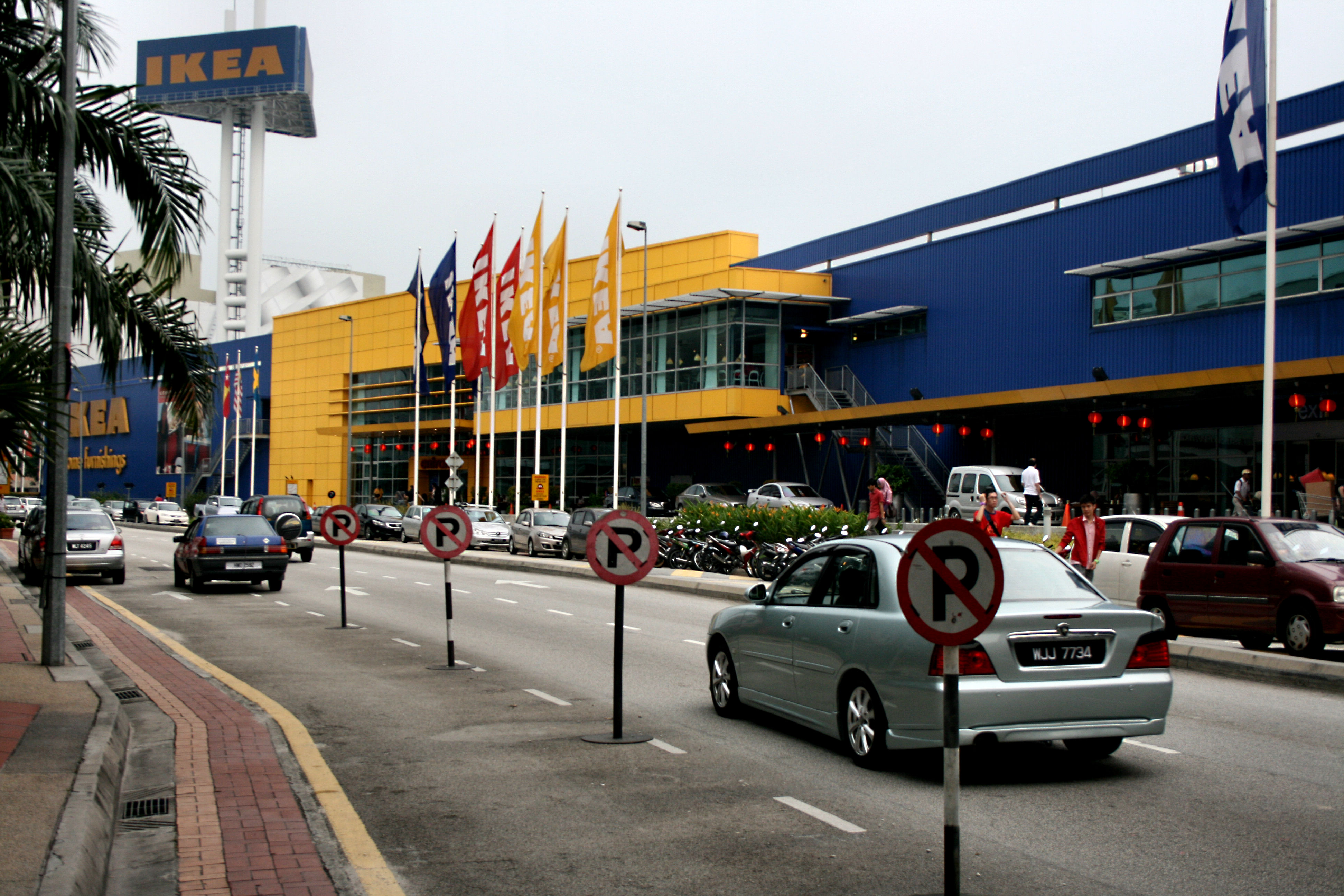
宜家家居

占地358,000平方尺的宜家家居，在開幕時是亞洲最大的分店，目前新开张的蕉赖宜家和地不佬越大过这里20%。

### 哈维诺曼
來自澳洲的哈维诺曼占地70,000平方尺，曾是其在馬來西亞唯一一家有賣家具的分行。

### 本氏独立杂货商
本氏独立杂货商（Ben's Independent Grocer，简称B.I.G.）占地31,000平方尺，為附近的中產階級提供購物的方便。

### 大眾書局
總面積31,000平方尺的大眾書局是其在馬來西亞最大的分行之一。

### The Pet Safari
全馬唯一一家集合寵物店，寵物醫院和寵物酒店的寵物店，面積達27,000平方尺。

### Rasa Fiesta Foodcourt
22,000平方尺的地下美食街，提供馬來西亞和各國的美食。

### Ace Hardware
提供40,000種五金工具，是全馬第一家大型五金店。

### 巴迪尼概念店
8個品牌集中在超過20,000平方尺的店鋪，是巴迪尼集團第一家概念店。

### ALL IT HYPERMARKET
全馬最大規模的IT科技產品零售霸級市場之一。

## 商場設備

IPC回收和回购中心

IPC购物中心是马来西亚第一家将垃圾进行分类处理的商场。商场内设有IPC回收和回购中心（IPC RBBC），该中心位于LG1层，毗邻女性停车场。商场内还有一座行人天桥，可通往隔壁的The Curve商场。另外，位于苏丽雅塔（Surian Tower）旁边的加影捷运线珍珠白沙罗站也可通过该天桥步行前往IPC购物中心。